# Old Chicago Main Post Office Redevelopment
Old Chicago Main Post Office Redevelopment fue un proyecto de 81 000 m² que se situaría en una parcela junto al Río Chicago, en el sudoeste de Downtown Chicago, Illinois, Estados Unidos, que se hubiese construido en tres fases durante una década. Incluía la renovación de la histórica Old Main Post Office de Chicago, así como la construcción de espacio residencial, comercial, de ocio y de oficinas. El plan incluía varias torres, las más altas de las cuales son unas torres gemelas de uso mixto con una altura de 610 m y 120 plantas, que las hubiese hecho los edificios más altos de Estados Unidos, superando en más de 150 metros a la Willis Tower, con oficinas, residencias y hotel. Hubiese incluido también dos torres residenciales de 60 plantas y un hotel de 40 plantas. Todos los edificios del complejo estarían conectados mediante un podio a nivel de calle que se construiría sobre el Río Chicago y la Autopista Eisenhower.
La propuesta fue mandada a la Comisión Municipal de Chicago en julio de 2011 para la aprobación, que se esperaba que durara varios meses. El proyecto tuvo un coste estimado de 3.500 millones de dólares y el potencial para crear 12.000 puestos de trabajo. Algunas críticas se oponían a dicha propuesta, llamándola anticuada, suburbana y un sueño irreal, dado que estaba ampliamente orientada a coches (12.000 espacios de aparcamiento y aparcamiento gratuito), con algunos comercios al estilo de un estilo centro comercial.

## Historia
El 9 de junio de 2009, el Chicago Sun-Times informó de que el servicio postal había puesto la oficina de correos en subasta. Celebrada el 27 de agosto y dirigida por Rick Levin & Associates Inc., la subasta recaudó 40 millones de dólares, muy por encima del precio de salida de 300.000 de dólares. El comprador fue la promotora inglesa Bill Davies. Aunque Davies se saltó la fecha límite de 10 de octubre para cerrar el acuerdo, adquirió finalmente el edificio el 21 de octubre de 2009, pagando unos 17 millones de dólares.
Exactamente nueve meses después de comprarla al Servicio Postal, Davies desveló su plan para la Oficina de Correos el 21 de julio de 2011. La propuesta, que involucraba tres otras propiedades además de la Oficina de Correos de 14 plantas, fue dividido en tres fases en espera de los 3.500 millones de dólares de financiación necesarios:
- Fase 1: Convertir la Oficina de Correos es un complejo comercial cuya entrada principal sería a través de un lobby de estilo Beaux Arts en Van Buren Street. El resto del interior se convertiría en un aparcamiento de coches, y un hotel de 40 plantas en el lado este del edificio. (Coste aproximado: 450 millones de dólares)

- Fase 2: Construir un hotel de 60 plantas al oeste de la Oficina de Correos y una torre de 120 plantas y 610 m de altura, que contendrá oficinas, un hotel y viviendas, y será el edificio más alto de América del Norte. (Coste aproximado: 2.000 millones de dólares)

- Fase 3: Construir dos torres residenciales en el lado este del Chicago River al sudeste del rascacielos de 120 plantas, además de un aparcamiento de 12.000 plazas. (Coste aproximado: 1000 millones de dólares)

El proyecto de 3.500 millones de dólares se presentó al Ayuntamiento de Chicago y la Comisión de Urbanismo para su aprobación el mismo día que fue desvelado al público. El 21 de julio de 2011 solo se había asegurado la financiación de la Fase 1.